# Danh sách tiểu hành tinh: 25301–25400
| Tên                | Tên đầu tiên | Ngày phát hiện       | Nơi phát hiện                      | Người phát hiện                                  |
| ------------------ | ------------ | -------------------- | ---------------------------------- | ------------------------------------------------ |
| 25301 Ambrofogar   | 1998 XZ2     | 7 tháng 12 năm 1998  | San Marcello                       | M. Tombelli, A. Boattini                         |
| 25302 Niim         | 1998 XW3     | 9 tháng 12 năm 1998  | Chichibu                           | N. Sato                                          |
| 25303 -            | 1998 XE17    | 8 tháng 12 năm 1998  | Caussols                           | ODAS                                             |
| 25304 -            | 1998 XQ28    | 14 tháng 12 năm 1998 | Socorro                            | LINEAR                                           |
| 25305 -            | 1998 XH62    | 9 tháng 12 năm 1998  | Socorro                            | LINEAR                                           |
| 25306 -            | 1998 XQ73    | 14 tháng 12 năm 1998 | Socorro                            | LINEAR                                           |
| 25307 -            | 1998 XU77    | 15 tháng 12 năm 1998 | Socorro                            | LINEAR                                           |
| 25308 -            | 1998 XW82    | 15 tháng 12 năm 1998 | Socorro                            | LINEAR                                           |
| 25309 Chrisauer    | 1998 XQ87    | 15 tháng 12 năm 1998 | Socorro                            | LINEAR                                           |
| 25310 -            | 1998 XY92    | 15 tháng 12 năm 1998 | Socorro                            | LINEAR                                           |
| 25311 -            | 1998 YV3     | 17 tháng 12 năm 1998 | Ondřejov                           | T. Rezek, P. Pravec                              |
| 25312 Asiapossenti | 1998 YU6     | 22 tháng 12 năm 1998 | Colleverde                         | V. S. Casulli                                    |
| 25313              | 1998 YV8     | 22 tháng 12 năm 1998 | Xinglong                           | Chương trình tiểu hành tinh Bắc Kinh Schmidt CCD |
| 25314 -            | 1999 AK3     | 8 tháng 1 năm 1999   | Socorro                            | LINEAR                                           |
| 25315              | 1999 AZ8     | 9 tháng 1 năm 1999   | Xinglong                           | Chương trình tiểu hành tinh Bắc Kinh Schmidt CCD |
| 25316 -            | 1999 AH23    | 10 tháng 1 năm 1999  | Anderson Mesa                      | LONEOS                                           |
| 25317 -            | 1999 BL12    | 24 tháng 1 năm 1999  | Črni Vrh                           | Črni Vrh                                         |
| 25318 -            | 1999 CH12    | 12 tháng 2 năm 1999  | Socorro                            | LINEAR                                           |
| 25319 -            | 1999 CT14    | 15 tháng 2 năm 1999  | Đài thiên văn Zvjezdarnica Višnjan | K. Korlević                                      |
| 25320 -            | 1999 CP15    | 11 tháng 2 năm 1999  | Socorro                            | LINEAR                                           |
| 25321 Rohitsingh   | 1999 FR27    | 19 tháng 3 năm 1999  | Socorro                            | LINEAR                                           |
| 25322 Rebeccajean  | 1999 FM28    | 19 tháng 3 năm 1999  | Socorro                            | LINEAR                                           |
| 25323 -            | 1999 FC34    | 19 tháng 3 năm 1999  | Socorro                            | LINEAR                                           |
| 25324 -            | 1999 GQ4     | 10 tháng 4 năm 1999  | Đài thiên văn Zvjezdarnica Višnjan | K. Korlević                                      |
| 25325 -            | 1999 JS5     | 10 tháng 5 năm 1999  | Socorro                            | LINEAR                                           |
| 25326 Lawrencesun  | 1999 JB32    | 10 tháng 5 năm 1999  | Socorro                            | LINEAR                                           |
| 25327 -            | 1999 JB63    | 10 tháng 5 năm 1999  | Socorro                            | LINEAR                                           |
| 25328 -            | 1999 JK83    | 12 tháng 5 năm 1999  | Socorro                            | LINEAR                                           |
| 25329 -            | 1999 JO84    | 12 tháng 5 năm 1999  | Socorro                            | LINEAR                                           |
| 25330 -            | 1999 KV4     | 17 tháng 5 năm 1999  | Catalina                           | CSS                                              |
| 25331 Berrevoets   | 1999 KY4     | 20 tháng 5 năm 1999  | Oaxaca                             | J. M. Roe                                        |
| 25332 -            | 1999 KK6     | 17 tháng 5 năm 1999  | Socorro                            | LINEAR                                           |
| 25333 Britwenger   | 1999 KW13    | 18 tháng 5 năm 1999  | Socorro                            | LINEAR                                           |
| 25334 -            | 1999 LK11    | 8 tháng 6 năm 1999   | Socorro                            | LINEAR                                           |
| 25335 -            | 1999 NT      | 9 tháng 7 năm 1999   | Les Tardieux                       | M. Bœuf                                          |
| 25336 -            | 1999 OR2     | 22 tháng 7 năm 1999  | Socorro                            | LINEAR                                           |
| 25337 -            | 1999 PK      | 6 tháng 8 năm 1999   | Ceccano                            | G. Masi                                          |
| 25338 -            | 1999 RE2     | 6 tháng 9 năm 1999   | Fountain Hills                     | C. W. Juels                                      |
| 25339 -            | 1999 RE27    | 7 tháng 9 năm 1999   | Socorro                            | LINEAR                                           |
| 25340 Segoves      | 1999 RX31    | 10 tháng 9 năm 1999  | Kleť                               | M. Tichý, Z. Moravec                             |
| 25341 -            | 1999 RT38    | 13 tháng 9 năm 1999  | Đài thiên văn Zvjezdarnica Višnjan | K. Korlević                                      |
| 25342 -            | 1999 RQ42    | 14 tháng 9 năm 1999  | Višnjan Observatory                | K. Korlević                                      |
| 25343 -            | 1999 RA44    | 15 tháng 9 năm 1999  | Višnjan Observatory                | K. Korlević                                      |
| 25344 -            | 1999 RN72    | 7 tháng 9 năm 1999   | Socorro                            | LINEAR                                           |
| 25345 -            | 1999 RW88    | 7 tháng 9 năm 1999   | Socorro                            | LINEAR                                           |
| 25346 -            | 1999 RS103   | 8 tháng 9 năm 1999   | Socorro                            | LINEAR                                           |
| 25347 -            | 1999 RQ116   | 9 tháng 9 năm 1999   | Socorro                            | LINEAR                                           |
| 25348 Wisniowiecki | 1999 RJ124   | 9 tháng 9 năm 1999   | Socorro                            | LINEAR                                           |
| 25349 -            | 1999 RL127   | 9 tháng 9 năm 1999   | Socorro                            | LINEAR                                           |
| 25350 -            | 1999 RB143   | 9 tháng 9 năm 1999   | Socorro                            | LINEAR                                           |
| 25351 -            | 1999 RK173   | 9 tháng 9 năm 1999   | Socorro                            | LINEAR                                           |
| 25352 -            | 1999 RQ201   | 8 tháng 9 năm 1999   | Socorro                            | LINEAR                                           |
| 25353 -            | 1999 RB210   | 8 tháng 9 năm 1999   | Socorro                            | LINEAR                                           |
| 25354 Zdasiuk      | 1999 RD211   | 8 tháng 9 năm 1999   | Socorro                            | LINEAR                                           |
| 25355 -            | 1999 RU221   | 5 tháng 9 năm 1999   | Catalina                           | CSS                                              |
| 25356 -            | 1999 SK6     | 30 tháng 9 năm 1999  | Socorro                            | LINEAR                                           |
| 25357 -            | 1999 TM      | 1 tháng 10 năm 1999  | Zeno                               | T. Stafford                                      |
| 25358 Boskovice    | 1999 TY3     | 2 tháng 10 năm 1999  | Ondřejov                           | L. Šarounová                                     |
| 25359 -            | 1999 TW11    | 10 tháng 10 năm 1999 | Đài thiên văn Zvjezdarnica Višnjan | K. Korlević, M. Jurić                            |
| 25360 -            | 1999 TK14    | 10 tháng 10 năm 1999 | Višnjan Observatory                | K. Korlević, M. Jurić                            |
| 25361 -            | 1999 TC23    | 3 tháng 10 năm 1999  | Kitt Peak                          | Spacewatch                                       |
| 25362 -            | 1999 TH24    | 4 tháng 10 năm 1999  | Kitt Peak                          | Spacewatch                                       |
| 25363 -            | 1999 TW24    | 2 tháng 10 năm 1999  | Socorro                            | LINEAR                                           |
| 25364 Allisonbaas  | 1999 TD26    | 3 tháng 10 năm 1999  | Socorro                            | LINEAR                                           |
| 25365 Bernreuter   | 1999 TC27    | 3 tháng 10 năm 1999  | Socorro                            | LINEAR                                           |
| 25366 Maureenbobo  | 1999 TH30    | 4 tháng 10 năm 1999  | Socorro                            | LINEAR                                           |
| 25367 Cicek        | 1999 TC96    | 2 tháng 10 năm 1999  | Socorro                            | LINEAR                                           |
| 25368 Gailcolwell  | 1999 TQ96    | 2 tháng 10 năm 1999  | Socorro                            | LINEAR                                           |
| 25369 Dawndonovan  | 1999 TR108   | 4 tháng 10 năm 1999  | Socorro                            | LINEAR                                           |
| 25370 Karenfletch  | 1999 TW144   | 7 tháng 10 năm 1999  | Socorro                            | LINEAR                                           |
| 25371 Frangaley    | 1999 TS153   | 7 tháng 10 năm 1999  | Socorro                            | LINEAR                                           |
| 25372 Shanagarza   | 1999 TB164   | 9 tháng 10 năm 1999  | Socorro                            | LINEAR                                           |
| 25373 Gorsch       | 1999 TC166   | 10 tháng 10 năm 1999 | Socorro                            | LINEAR                                           |
| 25374 Harbrucker   | 1999 TC178   | 10 tháng 10 năm 1999 | Socorro                            | LINEAR                                           |
| 25375 Treenajoi    | 1999 TR180   | 10 tháng 10 năm 1999 | Socorro                            | LINEAR                                           |
| 25376 Christikeen  | 1999 TS180   | 10 tháng 10 năm 1999 | Socorro                            | LINEAR                                           |
| 25377 Rolaberee    | 1999 TZ196   | 12 tháng 10 năm 1999 | Socorro                            | LINEAR                                           |
| 25378 Erinlambert  | 1999 TY197   | 12 tháng 10 năm 1999 | Socorro                            | LINEAR                                           |
| 25379 -            | 1999 TL210   | 14 tháng 10 năm 1999 | Socorro                            | LINEAR                                           |
| 25380 -            | 1999 TA212   | 15 tháng 10 năm 1999 | Socorro                            | LINEAR                                           |
| 25381 Jerrynelson  | 1999 TE213   | 15 tháng 10 năm 1999 | Socorro                            | LINEAR                                           |
| 25382 -            | 1999 TK226   | 3 tháng 10 năm 1999  | Kitt Peak                          | Spacewatch                                       |
| 25383 -            | 1999 UN1     | 18 tháng 10 năm 1999 | Kleť                               | Kleť                                             |
| 25384 Partizánske  | 1999 UW1     | 18 tháng 10 năm 1999 | Ondřejov                           | P. Kušnirák                                      |
| 25385 -            | 1999 UC3     | 20 tháng 10 năm 1999 | Gekko                              | T. Kagawa                                        |
| 25386 -            | 1999 UE3     | 17 tháng 10 năm 1999 | Đài thiên văn Bergisch Gladbach    | W. Bickel                                        |
| 25387 -            | 1999 UN3     | 16 tháng 10 năm 1999 | Đài thiên văn Zvjezdarnica Višnjan | K. Korlević                                      |
| 25388 -            | 1999 UG4     | 31 tháng 10 năm 1999 | Oaxaca                             | J. M. Roe                                        |
| 25389 -            | 1999 UJ9     | 29 tháng 10 năm 1999 | Catalina                           | CSS                                              |
| 25390 -            | 1999 UU10    | 31 tháng 10 năm 1999 | Socorro                            | LINEAR                                           |
| 25391 -            | 1999 UC16    | 29 tháng 10 năm 1999 | Catalina                           | CSS                                              |
| 25392 -            | 1999 UC26    | 30 tháng 10 năm 1999 | Catalina                           | CSS                                              |
| 25393 -            | 1999 UK26    | 30 tháng 10 năm 1999 | Catalina                           | CSS                                              |
| 25394 -            | 1999 UQ48    | 30 tháng 10 năm 1999 | Catalina                           | CSS                                              |
| 25395 -            | 1999 VF6     | 5 tháng 11 năm 1999  | Oizumi                             | T. Kobayashi                                     |
| 25396 -            | 1999 VL10    | 9 tháng 11 năm 1999  | Oizumi                             | T. Kobayashi                                     |
| 25397 -            | 1999 VY10    | 7 tháng 11 năm 1999  | Gnosca                             | S. Sposetti                                      |
| 25398 -            | 1999 VM12    | 11 tháng 11 năm 1999 | Fountain Hills                     | C. W. Juels                                      |
| 25399 Vonnegut     | 1999 VN20    | 11 tháng 11 năm 1999 | Fountain Hills                     | C. W. Juels                                      |
| 25400              | 1999 VU20    | 9 tháng 11 năm 1999  | Nachi-Katsuura                     | Y. Shimizu, T. Urata                             |